# История Ливана
Государство Ливан существует в его нынешних границах с 1920 года. Ливан за свою многовековую историю был под властью различных империй и завоевателей и стал независимым лишь в 1943 году.

## Доисторический период

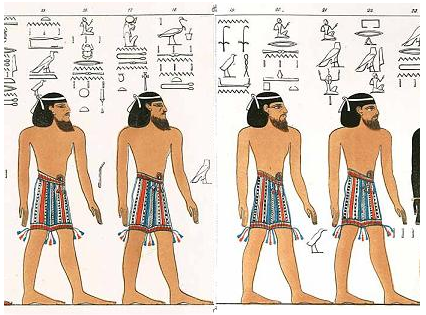
Жители Ханаана, согласно египетским источникам XIII в. до н. э.

Территория, которую сейчас занимает Ливан, была населена начиная с палеолита. При археологических раскопках в Сайде (Сидоне) на стоянке Сидон-II были найдены каменные артефакты, относящиеся к ашельской культуре.
Артефакты из Джубб-Джаннина и сирийских стоянок Латамне и Эль-Мейрах выделяют в особый тип ашельской культуры Леванта (Восточного Средиземноморья), известный также как «фация Латамне».
Обнаруженные в пещере Кзар-Акил останки людей современного типа, названные Эгберт и Этельруда, датируются возрастом 39,2—40,8 тыс. л. н. и 41,7—42,4 тыс. л. н. соответственно.
Левантийский ориньяк в старых источниках раньше назывался нижним и верхним Антелием (en:Antelian) от местности Вади Антилиас.
12 тыс. лет назад, когда половина Европы была покрыта ледником, на территории Ливана существовала натуфийская культура, представители которой первыми на Земле начали печь хлеб и селиться в землянках с камышовыми коническими крышами. 9 тыс. лет назад натуфийцы смогли создавать кирпичные строения (Докерамический неолит A) и одомашнить скот (Докерамический неолит B).
Находки на стоянке Сидон-III включают макролитические находки времён неолита, предположительно предшествующие изобретению гончарных изделий.
Примерно в 7 тыс. до н. э. с территории Северной Африки началось расселение кочевых прасемитов. В 6 тыс. до н. э. Ливан превратился в периферию египетской цивилизации, где существовали протогорода. Первым известным постоянным протогородским поселением стал Библ. В этом городе также найдены следы первой в Ливане керамики и металлургии (сначала меди и бронзы). Финикийцы, которые в то время составляли единый народ с ханаанеями (жителями древней Палестины), вероятно, уже жили на этой территории.

## Древнеписьменный период

Финикийская талассократия

Первые упоминания названия «Ливан» (относительно горного массива Ливан) Ливана. Встречаются в месопотамских источниках III—II тысячелетий до н. , включая Эпос о Гильгамеше.
В начале III тысячелетия до н. э. на побережье появились новые города-государства, населенные финикийскими мореплавателями и торговцами. Кроме Библа, важнейшими из них были Тир (или Сур), Сидон (или Сайда) и Берит (или Бейрут).
Примерно с 2150 до н.э. началась миграция в Ливан амореев. Для побережья Ливана в древности стало применяться более позднее греческое название Финикия.
В начале III тысячелетия до н. э. на побережье появились новые города-государства, населенные финикийскими мореплавателями и торговцами. Кроме Библа, важнейшими из них были Тир (или Сур), Сидон (или Сайда) и Берит (или Бейрут). Примерно с 2150 до н. э. началась миграция в Ливан амореев.
Финикия была подчинена Египту как под властью гиксосов, так и при независимых фараонах Нового царства, что было закреплено военными походами Тутмоса III. В XIV вв. до н. э. территория Ливана стала ареной столкновений между хеттами и египтянами (последние сохранили свою власть).
Однако в результате нашествия народов моря территория Ливана обособилась от Египта и произошло возвышение города-государства Тир, который превратился в талассократию. Финикийцы — древние жители Ливана — изобрели финикийское письмо, которое от них заимствовали древние греки. Финикийские мореходы путешествовали по всему Средиземному морю, основывая колонии в современных Тунисе (в частности, Карфаген), Алжире и Марокко, в южной Испании, на западе Сицилии, на Сардинии и Мальте. Финикийские города и колонии играли большую роль в экономической жизни Средиземноморья, они контролировали важные торговые пути между Европой и Востоком. Самым известным финикийским царем был Хирам I Великий (X век до н. э.) — друг царя Соломона.
В VIII веке до н. э. Ливан вошел в состав Ассирии. Финикийские города готовы были скорее платить дань материковым государствам, при условии, что те не будут мешать их торговле, чем вести долгие войны за независимость. В 539 до н. э. (при Кире II) территория Ливана вошла в состав Империи Ахеменидов, затем, после осады Тира, вошла в империю Александра Македонского, владения которого унаследовали Селевкиды. В 84-71 до н. э. Ливан вошел в состав Великой Армении Тиграна II Великого. В 64 до н. э., благодаря завоеваниям Помпея Великого, Ливан вошел в состав Римской империи как часть римской провинции Сирия.

## Средневековье

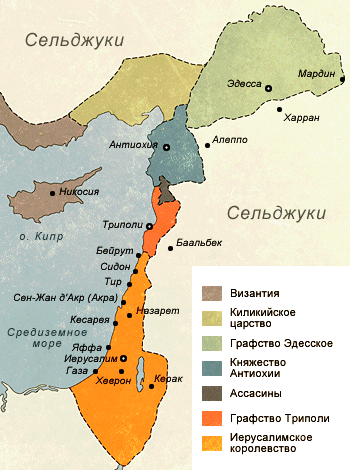
Средневековый Ливан

Своеобразие современного Ливана обусловлено рядом факторов. С одной стороны, арабский язык, который проник на ливанскую землю вместе с армией халифа Омара в VII веке и заменил бытовавшие здесь ранее семитские диалекты, с другой — христианская религия, которая проникла сюда еще в апостольские времена и благодаря лесистому горному ландшафту смогла сохраниться даже в пределах мусульманских государств (Арабский халифат, Государство Тулунидов, Фатимиды). Изолированные от Вселенской Церкви ливанские арабоязычные христиане превратились в маронитов, по имени святого Марона.
Крестовые походы были поддержаны местными христианами, которые в 1182 году заключили унию с римской-католической церковью, а территории Ливана были разделены между графством Триполи и Иерусалимским королевством крестоносцев.
В 1261 году крестоносцев изгнали египетские мамлюки Бейбарса I, которых поддержали местные южноливанские исмаилиты друзы, появившиеся еще во времена фатимидов. Во время египетского владычества мусульманские правители опирались на друзов (клан Маанов).

## Под властью Османов
В 1517 году на смену египтянам пришли турки, которые продолжили поддерживать друзов. В XVII веке региональной ливанской элитой стал клан Шехаб. В XVIII веке Бейрут превратился в крупный торговый центр торговли с европейскими странами. Для работы среди местных христиан стали во множестве прибывать миссионеры, особенно францисканцы и иезуиты. Контакты между миссионерами и местными властями привели к усилению христианской общины.
В 1832 году Ливан был оккупирован войсками мятежного Ибрагим-паши, которые решили опереться на общины маронитов. Когда к 1840 году он был возвращен Египтом турецкому султану, христиане Ливана сохранили некоторые привилегии, что вызвало обострение отношений с друзами. Этноконфессиональные столкновения вспыхнули в октябре 1841 года. Сказывалось влияние европейских колониальных стран, которые видели в маронитах пятую колонну своего влияния. Для размежевания двух враждующих общин турецкая администрация ввела в 1845 году раздельное управление. Однако это не уберегло Ливан от кровавой резни, которую учинили друзы весной-летом 1860 года. Погибло ок. 6 тыс. христиан. Турки поддержали единоверцев, что вызвало французскую интервенцию 1860 года, которая привела в 1861 году к выделению Ливана из Сирии в отдельный санджак во главе с христианским губернатором. В Ливане появились европейские образовательные учреждения (Сирийский протестантский колледж, 1866; Католический университет св. Жозефа, 1875), готовившие кадры для ливанской элиты.

## Арабское возрождение
Осенью 1918 года в Палестине произошла Армагеддонская битва, в ходе которой англо-арабские войска Алленби смогли занять Бейрут (8 октября). Начался распад Османской империи, а в северных арабских землях началось инициированное британскими спецслужбами панарабистское движение Фейсала, ставящее своей целью построение Великой Сирии по образцу Дамасскского халифата Средневековья. 8 марта 1920 года Сирийский национальный конгресс в Дамаске во главе с аль-Хашимом Атассом принял резолюцию, известную как соглашение Фейсала-Клемансо. Конгресс провозгласил независимость Сирии в её естественных границах (включая Ливан) и провозгласил Фейсала королём арабов. В Бейруте христианская пресса выразила враждебность по отношению к решениям правительства Фейсала. Ливанские патриоты извлекли выгоду из кризиса, созвав Совет христианских лидеров в Баабде 22 марта 1920 года, который провозгласил независимость Ливана.

## Французский мандат

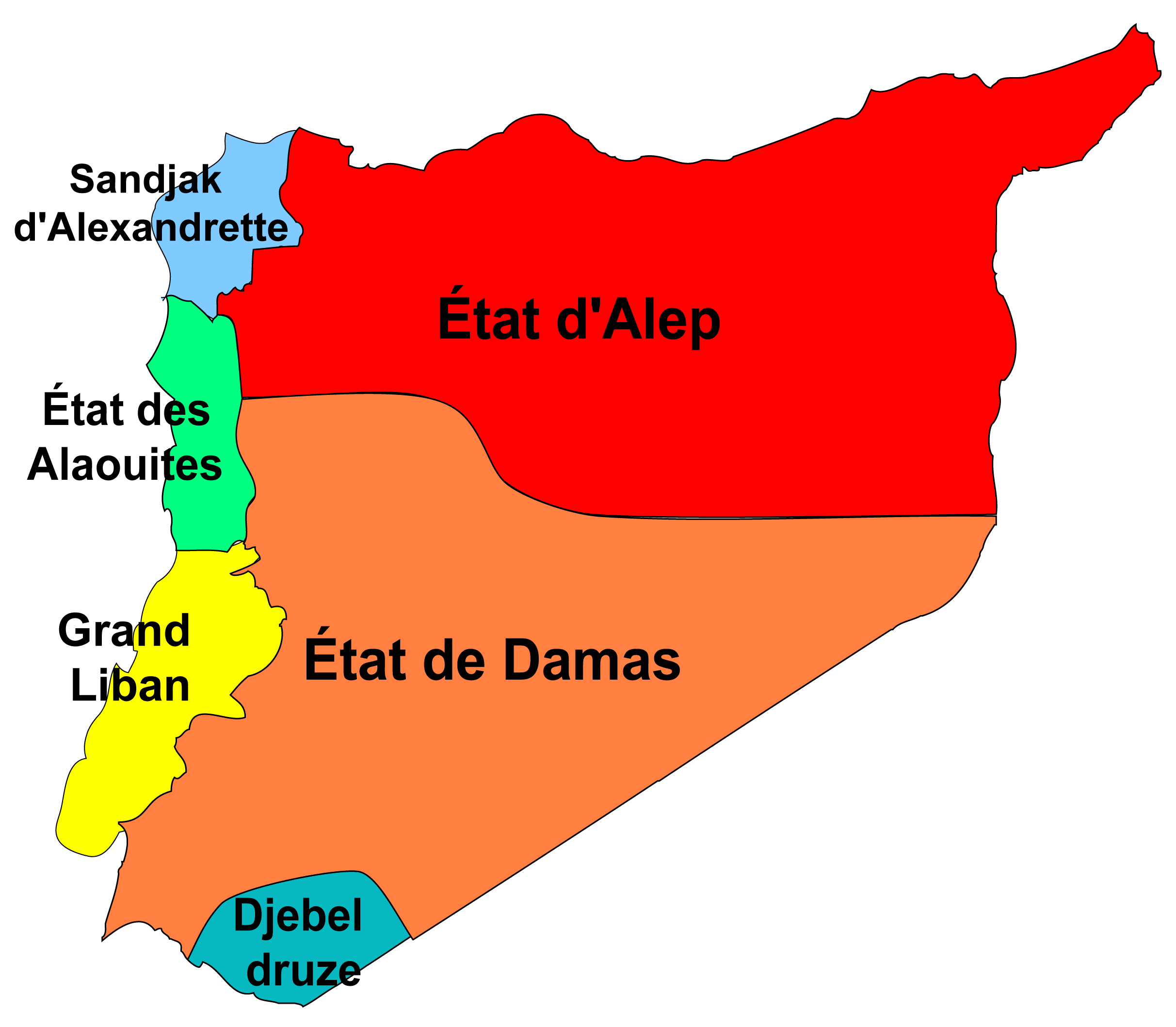
Французский Великий Ливан (желтый)

Французские власти выразили неудовлетворение амбициями Фейсала и начали победоносную Франко-сирийскую войну 1920 года. Французский генерал Анри Гуро установил контроль над Ливаном и Сирией. В результате Севрского договора августа 1920 года территория Ливана в составе Сирии была закреплена за Францией. Из французской мандатной территории Сирии была выделена прибрежная территория с центром в Бейруте и названа Великим Ливаном. Одной из причин появления новой территории стала защита арабского христианского населения.
23 мая 1926 года на месте Великого Ливана была создана Ливанская республика, устройство которой копировало Францию. В 1926 г. пост президента Ливанской Республики занял православный Шарль Деббас, но, начиная с 1934 г., президентами Ливана избирались только марониты. После 1937 премьер-министрами назначались лишь мусульмане-сунниты.
Французское правительство Народного фронта в ноябре 1936 года подписало договор, предусматривавший окончание срока французского мандата в Ливане в 1939 году. Однако после прихода в апреле 1938 года к власти во Франции правительства Э. Даладье ратификация этого договора была сорвана.
В 1939 г. после начала Второй мировой войны в Ливане было введено чрезвычайное положение, отменена конституция, распущен парламент, запрещена деятельность коммунистической партии.
В сентябре 1940 года после капитуляции Франции представитель правительства Виши адмирал Ф. Дарлан предоставил Германии право использования территории Ливана в экономических и военных интересах. С мая 1941 года с военных баз в Ливане стали вестись операции против британских войск, дислоцировавшихся в Ираке. В ответ на это Великобритания объявила блокаду Ливана, что усугубило экономический кризис в стране, стала подвергать ливанскую территорию ежедневным артобстрелам и воздушным налётам.
Воинские части «Свободной Франции» и британские войска 8 июня 1941 года вошли в Ливан. Французский главнокомандующий генерал Ж.Катру объявил об отмене французского мандата, а затем подтвердил заявление о предоставлении Ливану независимости и восстановлении действия конституции 1926 года, но с ограничениями, обусловленными «требованиями военного времени». Это способствовало значительному оживлению партийно-политической жизни Ливана. На прошедших в 1943 году выборах победу одержал блок Б. аль-Хури, представлявший в основном христиан и выступавший за немедленное провозглашение независимости и ликвидацию французского присутствия. В сентябре 1943 г. аль-Хури был избран президентом. 8 ноября 1943 года ливанский парламент исключил из конституции статьи, ограничивавшие суверенитет в пользу Франции. В ответ на это французские власти арестовали аль-Хури и премьер-министра Р. ас-Сольха, распустили парламент и объявили о прекращении действия конституции, но под влиянием массовых акций протеста населения были вынуждены 22 ноября 1943 года восстановить законное правительство Ливана. Этот день стал национальным праздником Ливана — Днём независимости.

## Независимый Ливан
Осенью 1943 года президентом Бишара аль-Хури и премьер-министром Риадом ас-Сольхом было заключено соглашение о принципах государственного устройства Ливана, известное как «Национальный пакт», в соответствии с которым места в парламенте распределялись между христианами и мусульманами в соотношении 6 к 5, так что общее число депутатских мандатов было кратным одиннадцати.
В феврале 1945 года Ливан объявил войну Германии и Японии. В марте 1945 года Ливан участвовал в создании Лиги арабских государств, в том же году стал членом ООН.
В декабре 1945 года Франция и Великобритания заключили соглашение, по которому их войска, введённые в Ливан в 1941 году, должны были остаться на его территории на неопределённый срок. В ответ на это в Ливане развернулось массовое движение за полный вывод с его территории иностранных войск. Ливанское правительство отказалось вести переговоры с Францией и обратилось в Совет Безопасности ООН, где его поддержали СССР, Польша и Египет. Великобритания и Франция были вынуждены начать эвакуацию войск с территории Ливана, и в 1946 г. последние британские и французские солдаты покинули территорию Ливана.
Появление на юге независимого еврейского государства в 1948 году и последующая арабо-израильская война дестабилизировала хрупкий этноконфессиональный мир в Ливане, поскольку с юга начался наплыв арабо-мусульманского населения (палестинцев).
Во время Суэцкого кризиса обострились ливано-египетские отношения. Это было связано с тем, что прозападный президент Камиль Шамун (маронит по вероисповеданию) не стал разрывать дипломатических отношений с западными державами, напавшими на Египет, и тем самым разозлил президента Египта Гамаля Абделя Насера. Напряженность между двумя странами возросла, когда Ливан начал сближаться с участниками Багдадского пакта. Насер же считал, что прозападный Багдадский пакт представляет угрозу для арабского национализма.
Политическое устройство Ливана, согласно которому президент должен быть христианином-маронитом, а премьер-министр — мусульманином, и диаметрально противоположная внешнеполитическая ориентация этих фигур привели к нарастанию не только политической, но и религиозной напряженности. В 1957 году мусульманская оппозиция образовала Национальный фронт, потребовав проведения политики «позитивного нейтралитета» и дружбы с арабскими странами.
В 1958 году президент Шамун предпринял попытку изменить конституцию, чтобы остаться у власти на новый срок. В ответ в мае вспыхнуло мусульманское восстание, возглавленное бывшими премьер-министрами Рашидом Караме и Абдаллахом Яфи и председателем парламента Хамаде. Оно быстро переросло в гражданскую войну, и через некоторое время повстанцы завладели четвертью территории страны. Революция 14 июля в Ираке, свергнувшая прозападное правительство страны, наряду с внутренней нестабильностью, вынудила президента Шамуна в тот же день обратиться за военной помощью к Соединенным Штатам. Американские войска смогли быстро взять ситуацию под свой контроль и в октябре 1958 г. были выведены из Ливана.
Ливан не участвовал в арабо-израильских Шестидневной войне 1967 г. и Войне Судного дня 1973 г. Однако после 1967 г. из лагерей беженцев в Ливане палестинские партизаны неоднократно наносили удары по Израилю. Израильские войска наносили ответные удары, и ливанское правительство попыталось ограничить военные вылазки палестинцев со своей территории. Напряженность возросла после событий «Чёрного сентября» 1970 г., когда силы палестинского сопротивления в Иордании были разгромлены усилиями регулярной армии, после чего палестинские боевики переместились в Ливан.
В 1973 году начались вооруженные столкновения между ливанскими правительственными войсками и палестинскими отрядами. Ливанские мусульмане и левые партии (Национально-патриотические силы) поддержали палестинцев. Палестинская проблема расколола страну, и в Ливане вспыхнула ожесточённая гражданская война 1975—1990 годов между правохристианскими силами и левыми организациями мусульманской общины, которая осложнялась вмешательством Сирии и израильскими интервенциями (Вторжение 1982 года). Война привела к появлению радикальной группировки шиитов Хезболла, созданной при поддержке государства Иран, а также произраильской Армии южного Ливана.

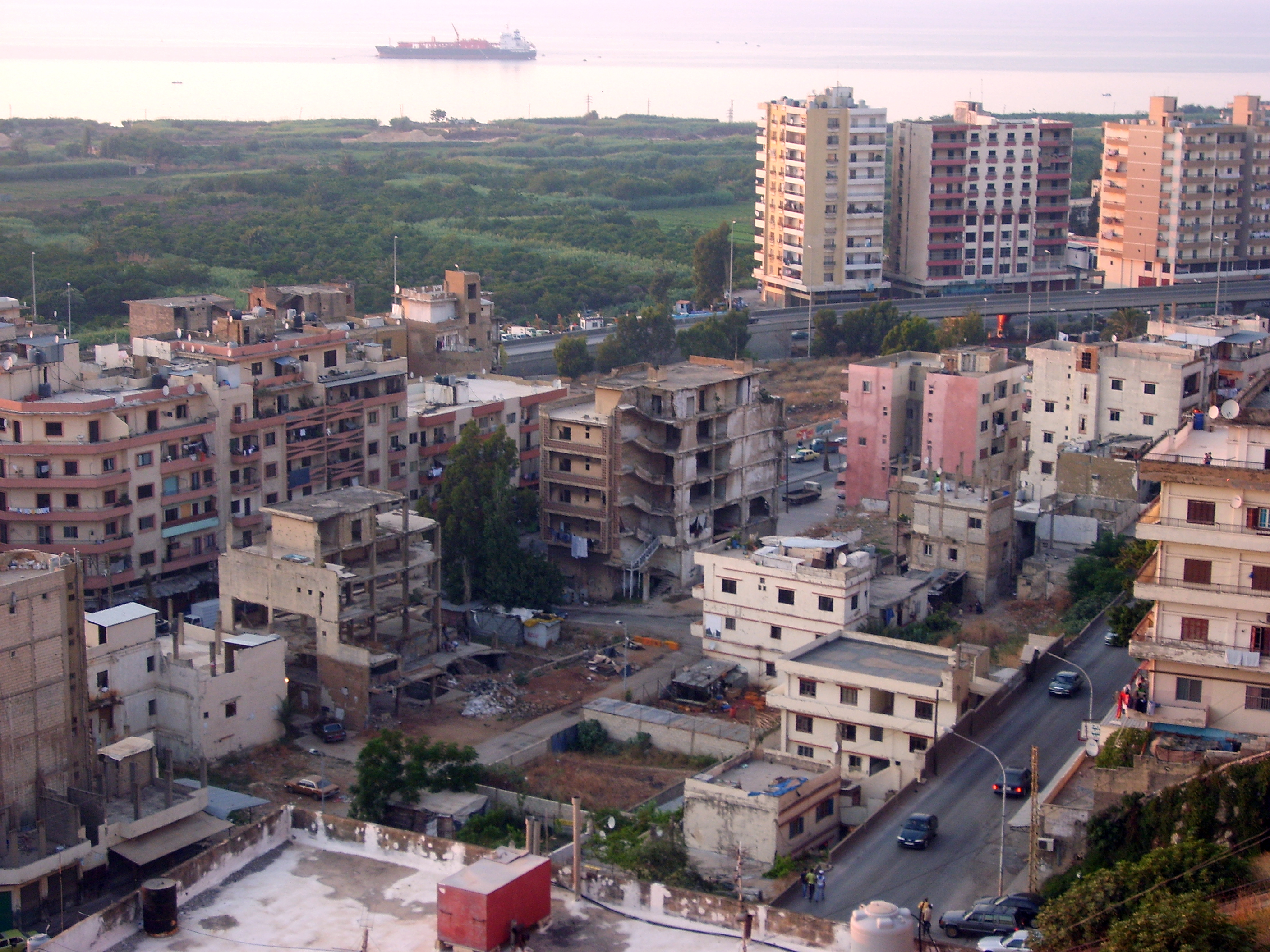
Разрушения в квартале Баб аль-Таббане в Триполи в результате гражданской войны

Гражданская война ослабила Ливан, который, тем не менее, под руководством премьера Рафика Харири относительно стабилизировался в 1990-е годы. При этом внешний долг Ливана вырос до $20 млрд, а личное состояние премьер-министра также резко выросло, что позволяло подозревать его в коррупции. Рафик Харири сосредоточил в своих руках реальную власть в стране, сделав пост президента номинальным. При нём Ливан начал всё более и более склоняться в сторону Саудовской Аравии в ущерб отношениям с Сирией. Для возвращения Ливана в свою сферу влияния Сирия на президентских выборах в 1998 году поддержала кандидатуру Эмиля Лахуда, который, победив на выборах, сразу же сменил главу правительства, обвинив его в неудачной экономической политике — в частности, в резком росте внешнего долга. Однако уже в 2000 году возглавляемый аль-Харири политический блок выиграл парламентские выборы и президент Лахуд вынужден был утвердить его на посту главы правительства.

### 2000-е: антисирийская кампания и Вторая ливанская война
После арабо-израильской войны 1948 года Ливан попал в зону влияния Сирии, которая в Холодной войне занимала сторону СССР.
В 1976 году по просьбе тогдашнего правительства в Ливан вошли сирийские войска. Сирийская оккупация продолжалась до 2005 года, несмотря на официальные требования президентов Ливана о выводе сирийских войск, начиная с 1983 года. С концом Холодной войны, распадом СССР и угасанием арабо-израильского конфликта (создание Палестинской автономии и вывод израильских войск из южного Ливана) в стране усилились антисирийские настроения.
3 сентября 2004 года Ливанский парламент принял поправку к конституции, продлившую срок полномочий президента Ливана Эмиля Лахуда до 2007 года. Правительственный кризис был вызван усилившимся давлением на Ливан и Сирию со стороны США и Франции. По их инициативе Совбез ООН принял 19 октября 2004 года заявление, которое призывало Сирию вывести свои войска из Ливана, а Ливан — разоружить отряды «Хезболла», контролирующие юг страны. 20 октября 2004 премьер-министр Ливана Рафик Харири, самый богатый человек Ливана, ушёл в отставку вместе со всем кабинетом.

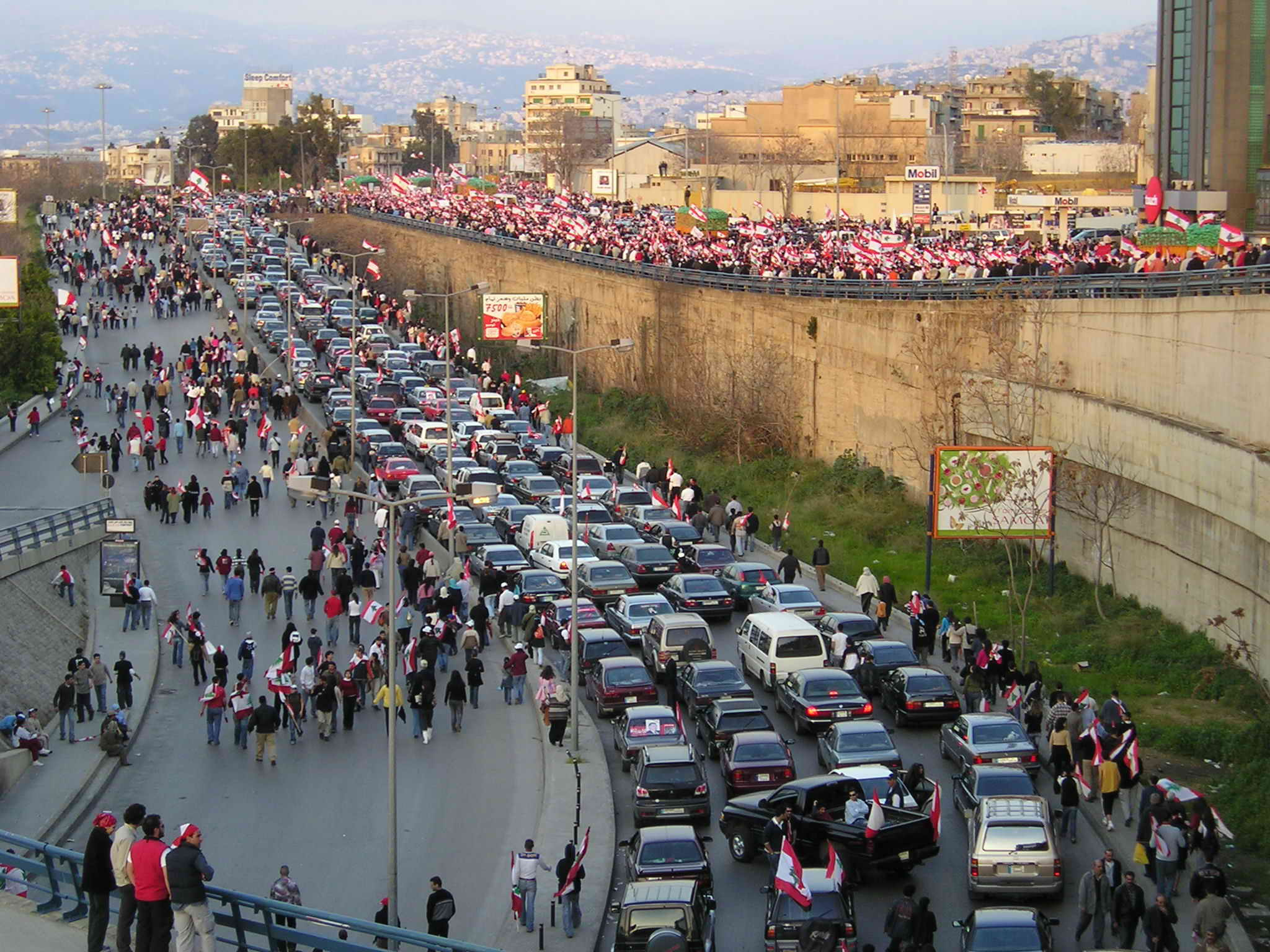
Антисирийские демонстранты в Бейруте, 13 марта 2005 года

Президент Э. Лахуд поручил формирование нового правительства просирийскому политику Омару Караме. 14 февраля 2005 года Рафик Харири был убит, в стране начались волнения. 28 февраля 2005 года под угрозой вотума недоверия и на фоне продолжающихся манифестаций протеста правительство Омара Караме ушло в отставку. Семь недель страна фактически жила без правительства (в то время как президент Эмиль Лахуд пытался сохранить пост премьер-министра за Караме), и лишь 18 апреля премьер-министром был утверждён телевизионный магнат Наджиб Микати, известный тесными связями с сирийцами и даже считающийся другом сирийского президента Башара Асада. Новый кабинет министров состоял всего из 14 человек. Микати распределил ключевые посты между представителями как просирийского, так и антисирийского лагерей. Просирийски настроенные Махмуд Хаммуд и Джавад Халифа сохранили за собой посты главы МИДа и министра здравоохранения, соответственно. Вице-премьером и министром обороны стал зять президента Э. Лахуда Эльяс Мурр. Пост главы МВД возглавил генерал Хасан Сабаа, который ранее работал в службе общей безопасности страны, но никогда не входил в просирийские правительства. Министром юстиции стал пользующийся доверием семьи убитого экс-премьера Рафика Харири судья Халед Каббани.

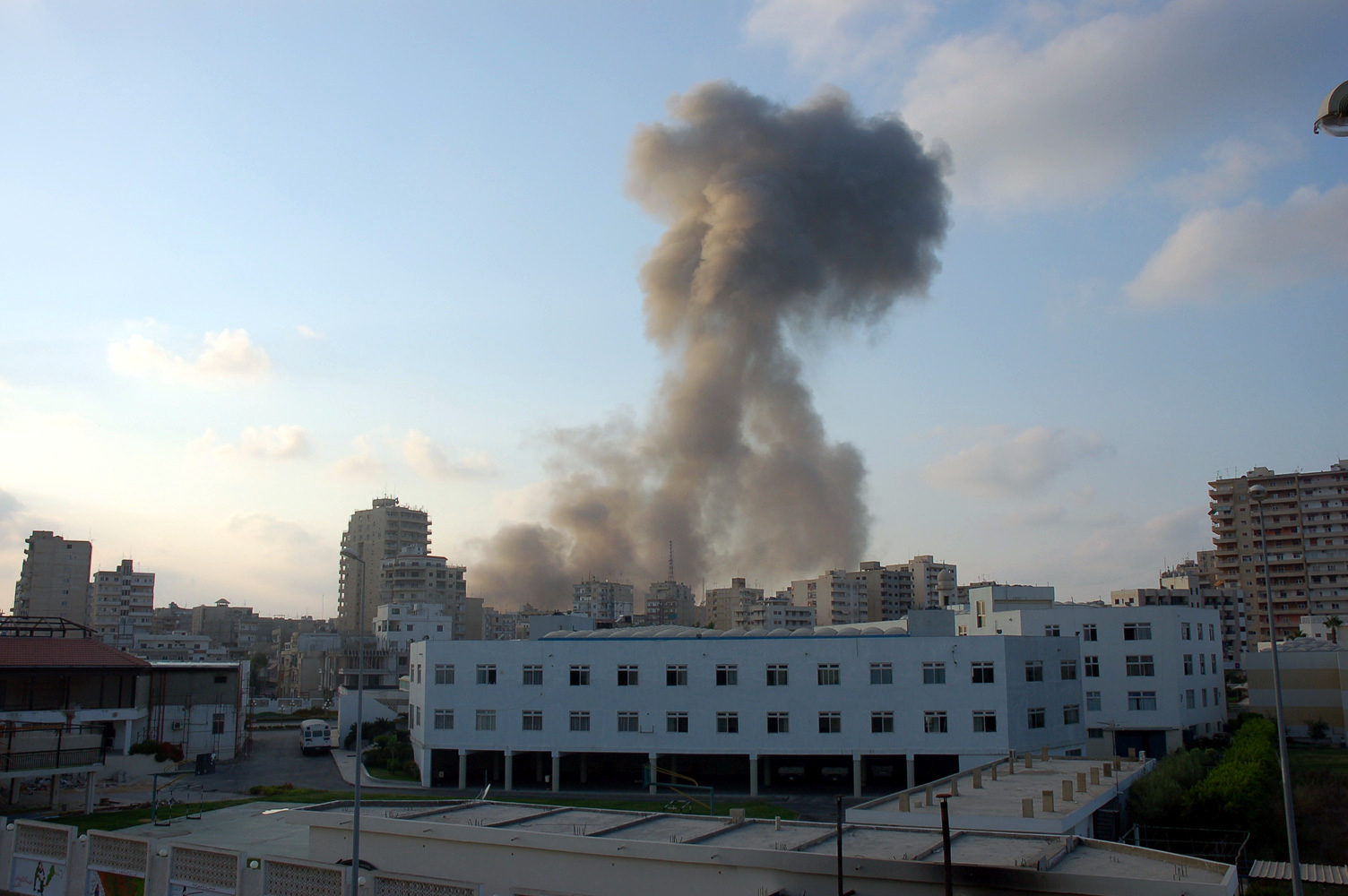
Дым над городом Тир после израильских бомбардировок, 26 июля 2006 года

Ливанская оппозиция при поддержке Франции и США всё же добилась вывода из страны сирийских войск и разведслужб. 25 апреля 2005 года из Ливана ушёл последний сирийский солдат. В Ливане демонтированы объекты сирийских ПВО и ликвидированы артиллерийские позиции.
Командование ливанской армии приступило к изъятию лицензий на хранение оружия, выданных ранее сирийскими военными властями и министерством обороны Ливана. Инициатором этой кампании выступил командующий армией генерал Мишель Сулейман. Кампания была направлена в первую очередь против группировки «Хезболла».
26 мая 2005 года в Бейруте начала работу международная комиссия по расследованию убийства Рафика Харири. Её возглавил старший государственный обвинитель генпрокуратуры Берлина Детлев Мехлис. Ему помогали криминалисты из 30 стран.
После того как группировка «Хезболла» в июле 2006 года обстреляла северный Израиль, военные Израиля с 12 июля по 14 августа провели крупную военную операцию, ударам подвергались населенные пункты по всему Ливану.

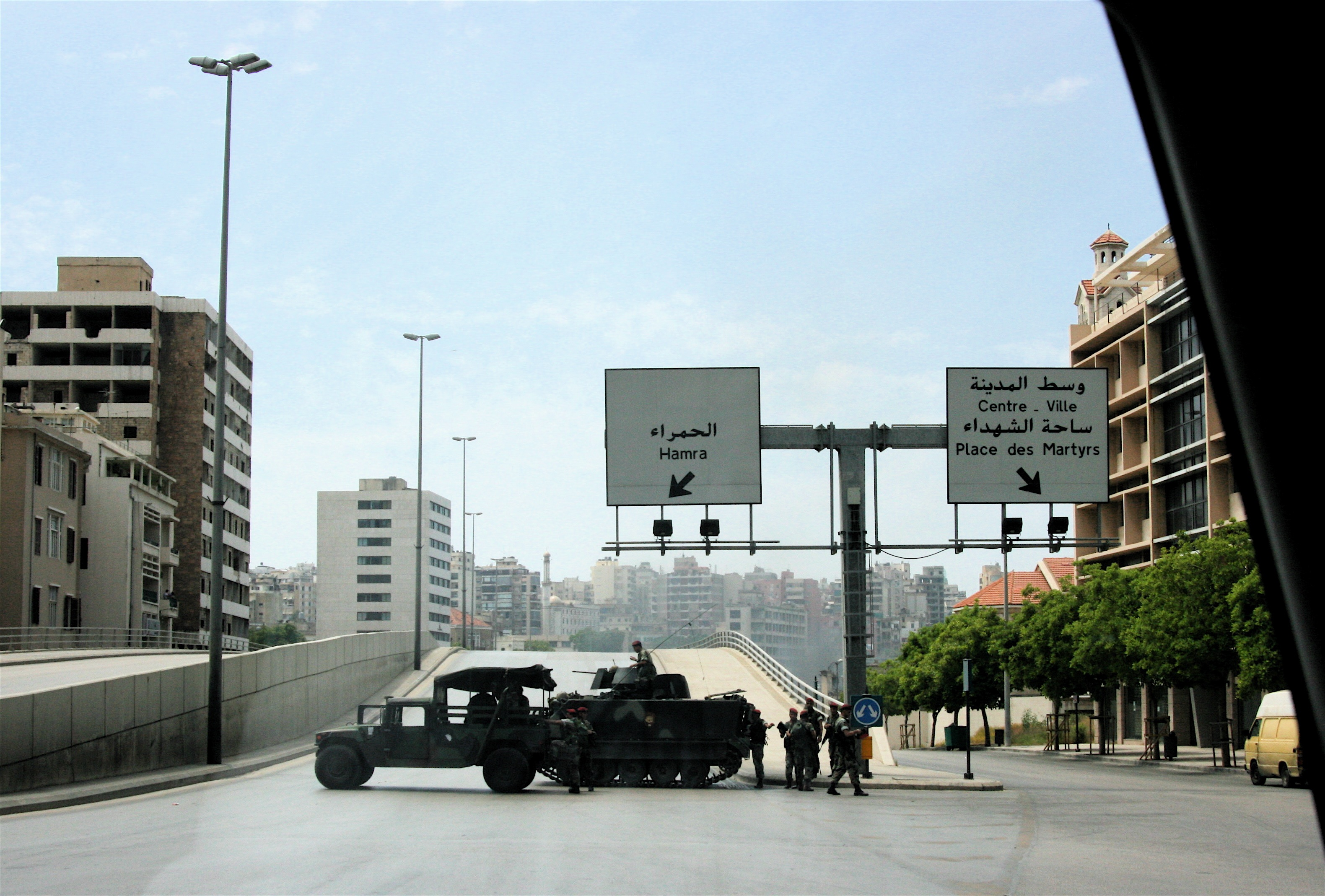
Военный блокпост на улице Бейрута, 7 мая 2008 года

В результате операции на территорию юга Ливана, ранее находившуюся под полным военным контролем Хезболлы, были введены регулярные ливанские войска, а также миротворцы ЮНИФИЛ. ВС Ливана и ЮНИФИЛ заявили, что разоружение боевиков Хезболлы не входит в их планы.
В начале 2008 года в Ливане возник политический кризис, связанный с отстранением от должности офицера-шиита, руководителя службы безопасности бейрутского международного аэропорта, который фактически контролировала «Хезболла». После этого шииты объявили о гражданском неповиновении властям, в мае 2008 года в Западном Бейруте начались столкновения между сторонниками «Коалиции 14 марта» и «Коалицией 8 марта», в результате которых погибло несколько десятков человек. После этого решение об отстранении службы безопасности бейрутского аэропорта было отменено, пост президента Ливана, который в течение 18 месяцев после окончания срока полномочий просирийского генерала Эмиля Лахуда оставался вакантным, занял центрист Мишель Сулейман, состав правительства был изменен в результате включения в него представителей «Альянса 8 марта» и независимых.

### 2010-е — 2020-е: сирийский конфликт и экономический кризис

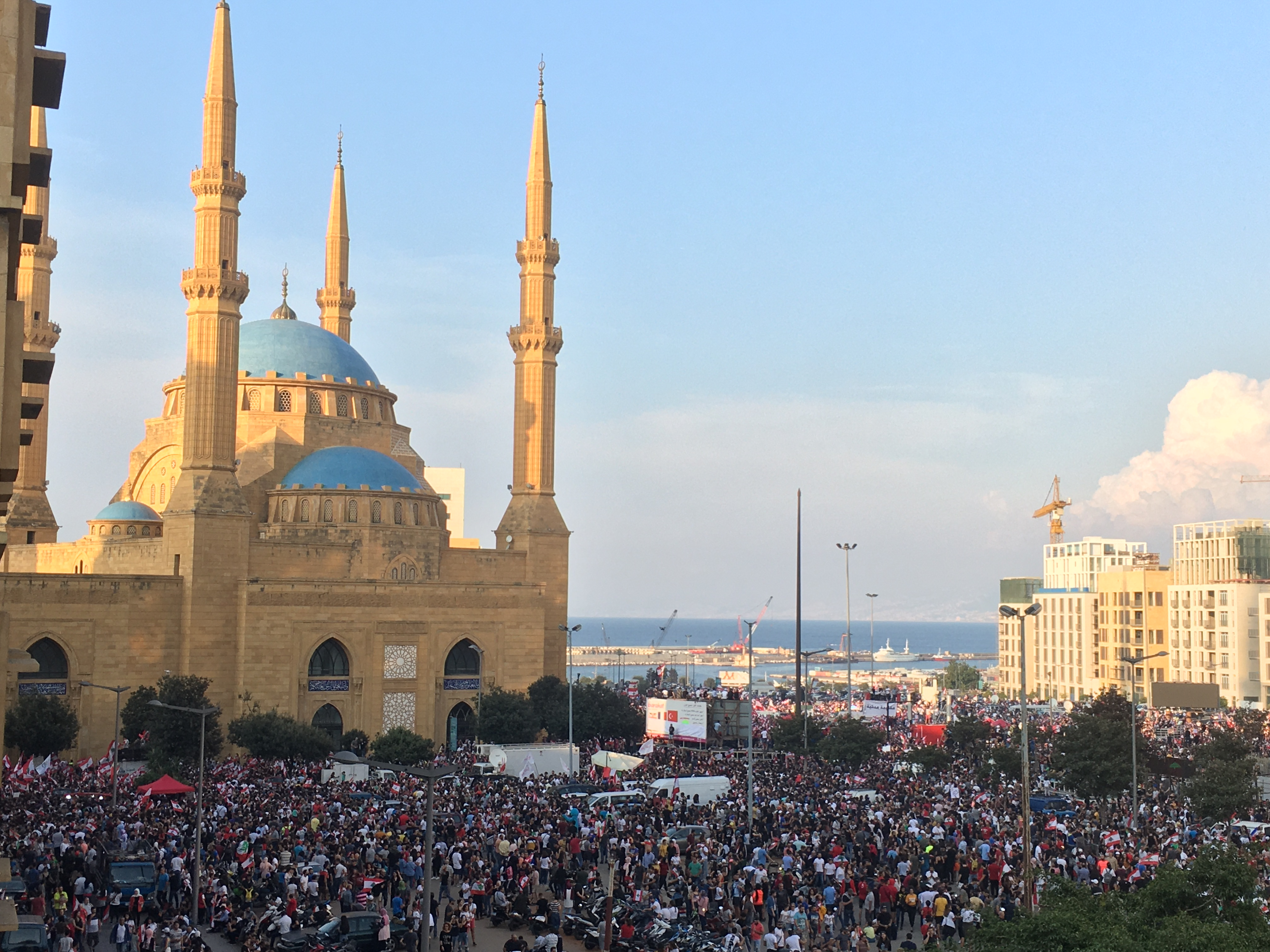
Демонстрация протеста в Бейруте, 20 октября 2019 года

Под влиянием Арабской весны в Ливане начались протесты. Главное требование протестующих сводилось к политической реформе, направленной против политики конфессионализма. Разгорелся также и конфликт между ливанскими сторонниками и противниками сирийского президента Асада, продолжавшийся до 28 августа 2017 года. Имели место отдельные случаи проникновения джихадистов с территории Сирии в Ливан, один из которых привел к масштабным боестолкновениям в городе Арсаль. В гражданской войне в Сирии на стороне правительственных войск принимала участие Хезболла, а базирующаяся в Ливане радикальная группировка Фатх-аль-Ислам выступила на стороне антиасадовских сил.
Осенью 2019 года в Ливане начался экономический кризис, курс национальной валюты резко упал. В связи с планами властей повысить налоги и сократить выплаты государственным служащим и отставным военным начались многотысячные демонстрации с требованиями решать финансовые проблемы государства путём борьбы с коррупцией, а не за счет народного благосостояния. 29 октября 2019 года председатель правительства Саад Харири объявил о своей отставке, 19 декабря 2019 года сформировать новый кабинет министров было поручено Хассану Диабу.
4 августа 2020 произошли взрывы в порту Бейрута, приведшие к многочисленным жертвам. 8 августа 2020 года после массовых беспорядков в Бейруте, направленных против правящих элит, чья коррумпированность и некомпетентность предположительно привели к катастрофе, и попытки демонстрантов сделать здание министерства иностранных дел «штабом революции», а также ввиду серии отставок депутатов парламента, в том числе лидера партии Катаиб Сами Жмайеля, Диаб в публичном выступлении назвал досрочные выборы единственно возможным выходом из создавшегося политического кризиса.Вечером 10 августа 2020 года Хасан Диаб объявил об отставке своего правительства и продолжил исполнять свои обязанности до формирования нового кабинета. 26 сентября 2020 года Мустафа Адиб, которому было поручено формирование нового правительства, объявил о провале всех своих попыток достичь компромисса и сложил с себя полномочия. 22 октября 2020 года формирование нового кабинета было поручено бывшему премьер-министру Сааду Харири.15 июля 2021 года после девяти месяцев бесплодных усилий по формированию нового правительства Саад Харири объявил об отставке, и 27 июля 2021 года формирование нового кабинета было поручено бывшему премьер-министру Наджибу Микати.
5 августа 2021 года Израиль произвёл пуски ракет по ливанской территории (по утверждению израильской стороны, в ответ на ракетный обстрел), и 6 августа шиитская группировка Хезболла осуществила пуски ракет по Израилю, официально приняв на себя ответственность.
Ливан охватил страшнейший экономический кризис, который входит в тройку тяжелейших за последние 170 лет мировой истории, к такому выводу пришли эксперты Всемирного банка в своём докладе (к концу 2021 года они прогнозировали снижение ВВП на 21 % — после падения на 20,3 % в 2020 и на 6,7 % в 2019).
14 октября 2021 года в Бейруте прошли массовые акции сторонников шиитских движений «Амаль» и «Хезболла», которые закончились перестрелками со сторонниками оппозиционных христианских «Ливанских сил».
В сентябре 2022 года Ассоциация ливанских банков объявила о закрытии на три дня всех банков для предотвращения попыток их захвата недовольными вкладчиками. Разъяренные граждане требовали возврата им депозитов, замороженных в 2019 году из-за финансового коллапса, менее чем за сутки было совершено девять нападений на банки в Бейруте и других городах страны.